# Volker Mehrmann
Volker Ludwig Mehrmann (né le 24 avril 1955 à Detmold) est un mathématicien allemand.

## Formation et carrière
À l'Université de Bielefeld, il a terminé son doctorat en 1982 sous la direction de Ludwig Elsner (de) et son Habilitation en 1987 avec une thèse sur la théorie du contrôle. Mehrmann a été de 1990 à 1992 Vertretungsprofessor (professeur par intérim) à l'Université RWTH d'Aix-la-Chapelle. De 1993 à 2000, il a été professeur à l'université de technologie de Chemnitz. Depuis 2000, il est professeur à l'Institut de mathématiques de l'Université technique de Berlin. De juin 2008 à mai 2016, il a été le porte-parole du centre mathématique de la Fondation allemande pour la recherche (Deutsche Forschungsgemeinschaft), appelé Matheon (de). De janvier 2011 à décembre 2013, il a été président de la Société de mathématiques appliquées et de mécanique (GAMM). En 2011, il a reçu du Conseil européen de la recherche (ERC) une bourse avancée pour la modélisation, la simulation et le contrôle de systèmes multiphysiques (en). Il est également membre du conseil d'administration de l'Exzellenzcluster MATH+ (de)

## Travaux
Les recherches de Mehrmann portent sur l'algèbre linéaire numérique (en), les équations différentielles algébriques (en) et la théorie du contrôle. Volker Mehrmann fait partie des équipes éditoriales de plusieurs revues, dont Linear Algebra and its Applications et Numerische Mathematik.

## Prix et distinctions
Mehrmann est membre de la Deutsche Akademie der Technikwissenschaften (Acatech) et de l'Academia Europaea. En 2015, il a donné la conférence Gauss. Il a reçu en 2018 le prix WT et Idalia Reid et en 2019 le prix Hans Schneider d'algèbre linéaire. Il a été nommé Fellow de l'American Mathematical Society, dans la promotion 2022, « pour ses contributions au calcul scientifique et à l'algèbre linéaire numérique, et pour ses services et son leadership dans la communauté mathématique ».

## Publications (sélection)
- The Autonomous Linear Quadratic Control Problem: Theory and Numerical Solution, Lecture Notes in Control and Information Sciences, No. 163, Springer Verlag, Heidelberg, 1991. (176 pages)
- avec Matthias Bollhöfer : Numerische Mathematik. Eine projektorientierte Einführung für Ingenieure, Mathematiker und Naturwissenschaftler, Vieweg Verlag, Braunschweig, 2004.
- avec Peter Kunkel (de) : Differential-Algebraic Equations. Analysis and Numerical Solution, EMS Publishing House, Zürich, Suisse, 2006.
- avec Jörg Liesen : Linear algebra, Springer, 2015.
- Volker Mehrmann et Hans Schneider, « Anpassen oder nicht? Die Geschichte eines Mathematikers im Deutschland der Jahre 1933–1950 », Mitteilungen der DMV, vol. 2,‎ 2002, p. 8-14 (ISSN 0942-5977).
- Martin Grötschel, Volker Mehrmann et Klaus Lucas (éditeurs), Produktionsfaktor Mathematik - wie die Mathematik die Wirtschaft bewegt, Springer Verlag, 2009.